# Ллетджет, Себастьен
Себа́стьен Франси́ско Ллетдже́т (англ. Sebastian Francisco Lletget; 3 сентября 1992, Сан-Франциско, Калифорния, США) — американский футболист, атакующий полузащитник клуба MLS «Даллас» и сборной США.

## Клубная карьера
Сын выходцев из Аргентины, Ллетджет начал заниматься футболом в детско-юношеской команде «Спортинг Санта-Клара» в Кремниевой долине, где его в 2009 году приметили скауты из международной академии «Вест Хэм Юнайтед», после чего он переехал в Англию. После года в академии клуба, по достижении 18 лет в сентябре 2010 года Ллетджет подписал с «Вест Хэмом» первый профессиональный контракт. Участвовал в предсезонных товарищеских матчах и по ходу сезона 2012/13 четырежды оказывался на скамейке запасных, но на поле не появлялся. Несмотря на то что развитию его карьеры препятствовало заболевание мононуклеозом, в 2013 году его контракт с «Вест Хэмом» был продлён. Его официальный дебют за клуб состоялся 5 января 2014 года в матче третьего раунда Кубка Англии против «Ноттингем Форест», который закончился для «молотков» разгромным поражением со счётом 5:0.
8 мая 2015 года Ллетджет подписал контракт с клубом MLS «Лос-Анджелес Гэлакси». Дебютировал за «Гэлакси» 17 мая в матче против «Орландо Сити», заменив на 69-й минуте Мику Вяюрюнена. 30 мая отыграл матч в третьем дивизионе за фарм-клуб «Лос-Анджелес Гэлакси II». 13 июня в матче против «Коламбус Крю» впервые вышел в стартовом составе и забил первый гол за «Гэлакси». Сезон 2017, сыграв только в трёх первых матчах, почти полностью пропустил из-за травмы, полученной в сборной. 19 ноября 2019 года Ллетджет подписал новый контракт с «Лос-Анджелес Гэлакси». 6 сентября 2020 года в дерби против ФК «Лос-Анджелес» оформил дубль, за что был назван игроком недели в MLS. 23 апреля 2021 года MLS оштрафовала Ллетджета на нераскрытую сумму и отстранила его на два матча за использование гомофобных оскорблений в посте в Instagram 9 апреля. Ллетджет был отобран на Матч всех звёзд MLS 2021.
16 декабря 2021 года Ллетджет был продан в «Нью-Инглэнд Революшн» за общие распределительные средства, сумма которых составила $500 тыс. и может возрасти до $1,3 млн в зависимости от показателей игрока. Свой дебют за бостонский клуб, 26 февраля 2022 года в матче стартового тура сезона против «Портленд Тимберс», он отметил голом.
3 августа 2022 года Ллетджет был продан в «Даллас» за $600 тыс. в общих распределительных средствах. За «Даллас» дебютировал 6 августа в матче против «Портленд Тимберс». 9 октября в матче заключительного тура сезона 2022 против «Спортинга Канзас-Сити» забил свой первый гол за «Даллас». 7 ноября Ллетджет подписал с «Далласом» новый трёхлетний контракт с клубной опцией продления на сезон 2026.

## Международная карьера
Ллетджет выступал за сборные США на юношеском, молодёжном и олимпийском уровнях.
5 января 2017 года Ллетджет был вызван тренировочный лагерь главной сборной США в преддверии товарищеских матчей со сборными Сербии 29 января и Ямайки 3 февраля. В матче с сербами, выйдя на замену в перерыве между таймами вместо Джермейна Джонса, он дебютировал за американскую сборную. В матче с «регги-бойз» впервые вышел в стартовом составе американцев.
24 марта 2017 года в матче квалификации к чемпионату мира 2018 против сборной Гондураса Ллетджет забил свой первый гол за сборную США, открыв счёт на пятой минуте матча с удара-прострела Кристиана Пулишича. В том же матче он получил травму Лисфранка.
Был включён в состав сборной на Золотой кубок КОНКАКАФ 2021.

## Личная жизнь
Ллетджет является бойфрендом певицы Бекки Джи. В 2020 году снялся в её клипе на песню My Man.

## Статистика

### Клубная
| Выступление                         | Выступление      | Выступление      | Лига | Лига | Кубок | Кубок | Континент. | Континент. | Прочие | Прочие | Итого | Итого |
| Клуб                                | Лига             | Сезон            | Игры | Голы | Игры  | Голы  | Игры       | Голы       | Игры   | Голы   | Игры  | Голы  |
| ----------------------------------- | ---------------- | ---------------- | ---- | ---- | ----- | ----- | ---------- | ---------- | ------ | ------ | ----- | ----- |
| Вест Хэм Юнайтед                    | Премьер-лига     | 2010/11          | 0    | 0    | 0     | 0     | —          | —          | —      | —      | 0     | 0     |
| Вест Хэм Юнайтед                    | Чемпионшип       | 2011/12          | 0    | 0    | 0     | 0     | —          | —          | —      | —      | 0     | 0     |
| Вест Хэм Юнайтед                    | Премьер-лига     | 2012/13          | 0    | 0    | 0     | 0     | —          | —          | —      | —      | 0     | 0     |
| Вест Хэм Юнайтед                    | Премьер-лига     | 2013/14          | 0    | 0    | 1     | 0     | —          | —          | —      | —      | 1     | 0     |
| Вест Хэм Юнайтед                    | Премьер-лига     | 2014/15          | 0    | 0    | 0     | 0     | —          | —          | —      | —      | 0     | 0     |
| Вест Хэм Юнайтед                    | Итого            | Итого            | 0    | 0    | 1     | 0     | —          | —          | —      | —      | 1     | 0     |
| Лос-Анджелес Гэлакси                | MLS              | 2015             | 20   | 7    | 3     | 1     | 2          | 0          | 1      | 1      | 26    | 9     |
| Лос-Анджелес Гэлакси                | MLS              | 2016             | 31   | 1    | 4     | 4     | 2          | 0          | 3      | 0      | 40    | 5     |
| Лос-Анджелес Гэлакси                | MLS              | 2017             | 3    | 0    | 0     | 0     | —          | —          | —      | —      | 3     | 0     |
| Лос-Анджелес Гэлакси                | MLS              | 2018             | 28   | 3    | 1     | 0     | —          | —          | —      | —      | 29    | 3     |
| Лос-Анджелес Гэлакси                | MLS              | 2019             | 29   | 3    | 0     | 0     | —          | —          | 2      | 1      | 31    | 4     |
| Лос-Анджелес Гэлакси                | MLS              | 2020             | 21   | 6    | —     | —     | —          | —          | —      | —      | 21    | 6     |
| Лос-Анджелес Гэлакси                | MLS              | 2021             | 26   | 3    | —     | —     | —          | —          | —      | —      | 26    | 3     |
| Лос-Анджелес Гэлакси                | Итого            | Итого            | 158  | 23   | 8     | 5     | 4          | 0          | 6      | 2      | 176   | 30    |
| Лос-Анджелес Гэлакси II (фарм-клуб) | USL              | 2015             | 1    | 0    | —     | —     | —          | —          | —      | —      | 1     | 0     |
| Лос-Анджелес Гэлакси II (фарм-клуб) | Итого            | Итого            | 1    | 0    | —     | —     | —          | —          | —      | —      | 1     | 0     |
| Нью-Инглэнд Революшн                | MLS              | 2022             | 19   | 2    | 1     | 0     | 2          | 1          | —      | —      | 22    | 3     |
| Нью-Инглэнд Революшн                | Итого            | Итого            | 19   | 2    | 1     | 0     | 2          | 1          | —      | —      | 22    | 3     |
| Даллас                              | MLS              | 2022             | 10   | 1    | —     | —     | —          | —          | 2      | 0      | 12    | 1     |
| Даллас                              | MLS              | 2023             | 19   | 0    | 1     | 0     | 4          | 2          | 1      | 0      | 25    | 2     |
| Даллас                              | MLS              | 2024             | 22   | 1    | 2     | 0     | 1          | 0          | —      | —      | 25    | 1     |
| Даллас                              | Итого            | Итого            | 51   | 2    | 3     | 0     | 5          | 2          | 3      | 0      | 62    | 4     |
| Всего за карьеру                    | Всего за карьеру | Всего за карьеру | 229  | 27   | 13    | 5     | 11         | 3          | 9      | 2      | 262   | 37    |

1. ↑  В графу «Континентальные турниры» входят игры и голы в еврокубках, Лиге чемпионов КОНКАКАФ и Кубке лиг.
2. ↑  В графу «Прочие» входят игры и голы в Кубке Футбольной лиги и плей-офф Кубка MLS.

### Международная
| Команда | Год   | Игры | Голы |
| ------- | ----- | ---- | ---- |
| США     | 2017  | 3    | 1    |
| США     | 2018  | 2    | 0    |
| США     | 2019  | 8    | 1    |
| США     | 2020  | 4    | 2    |
| США     | 2021  | 16   | 4    |
| США     | 2022  | 0    | 0    |
| Всего   | Всего | 33   | 8    |

Голы за сборную
| № | Дата            | Место                                             | Соперник   | Голы | Счёт | Турнир                  |
| - | --------------- | ------------------------------------------------- | ---------- | ---- | ---- | ----------------------- |
| 1 | 24 марта 2017   | «Авайя Стэдиум», Сан-Хосе, США                    | Гондурас   | 1:0  | 6:0  | Отборочный матч ЧМ-2018 |
| 2 | 2 февраля 2019  | «Авайя Стэдиум», Сан-Хосе, США                    | Коста-Рика | 1:0  | 2:0  | Товарищеский матч       |
| 3 | 16 ноября 2020  | «Винер-Нойштадт», Винер-Нойштадт, Австрия         | Панама     | 5:2  | 6:2  | Товарищеский матч       |
| 4 | 9 декабря 2020  | «Интер Майами Си-эф Стэдиум», Форт-Лодердейл, США | Сальвадор  | 3:0  | 6:0  | Товарищеский матч       |
| 5 | 25 марта 2021   | «Винер-Нойштадт», Винер-Нойштадт, Австрия         | Ямайка     | 3:1  | 4:1  | Товарищеский матч       |
| 6 | 25 марта 2021   | «Винер-Нойштадт», Винер-Нойштадт, Австрия         | Ямайка     | 4:1  | 4:1  | Товарищеский матч       |
| 7 | 30 мая 2021     | «Кибунпарк», Санкт-Галлен, Швейцария              | Швейцария  | 0:1  | 2:1  | Товарищеский матч       |
| 8 | 8 сентября 2021 | Олимпико Метрополитано, Сан-Педро-Сула, Гондурас  | Гондурас   | 1:4  | 1:4  | Отборочный матч ЧМ-2022 |

## Достижения
Командные
Сборная США
- Победитель Лиги наций КОНКАКАФ: 2019/20[45]
- Победитель Золотого кубка КОНКАКАФ: 2021

Индивидуальные
- Участник Матча всех звёзд MLS: 2021